# 倫伯特 (阿拉巴馬州)
倫伯特（英語：Rembert）是一個位於美國阿拉巴馬州馬倫戈縣的非建制地區。該地的面積和人口皆未知。

## 地理
倫伯特的座標為32°13′4.5″N 87°52′11″W / 32.217917°N 87.86972°W，而該地的平均海拔高度為97米（即318英尺）。